# 135 км (зупинний пункт)
135 кіломе́тр — залізничний пасажирський зупинний пункт Луганської дирекції Донецької залізниці.
Розташований поблизу села П'ятигорівка, Лутугинський район, Луганської області на лінії Родакове — Ізварине між станціями Лутугине (18 км) та Сімейкине (12 км).
Через військову агресію Росії на сході Україні транспортне сполучення припинене.